# Oenomys hypoxanthus
Oenomys hypoxanthus је врста глодара из породице мишева (лат. Muridae).

## Распрострањење
Врста је присутна у Анголи, Бурундију, Габону, ДР Конгу, Екваторијалној Гвинеји, Етиопији, Камеруну, Кенији, Нигерији, Републици Конго, Руанди, Судану, Танзанији, Уганди и Централноафричкој Републици.

## Станиште
Врста Oenomys hypoxanthus има станиште на копну.

## Угроженост
Ова врста није угрожена, и наведена је као последња брига јер има широко распрострањење.

### Популациони тренд
Популација ове врсте је стабилна, судећи по доступним подацима.